# Elise Kosegarten
Elise Kosegarten (* 14. Dezember 1877 auf dem Gut Loitmark bei Kappeln; † 26. Februar 1948 in Flensburg) war eine deutsche Malerin.

## Leben

### Familie
Elise Kosegarten war die Tochter von Alwin Kosegarten (* 24. April 1832; † 19. November 1896 in Loitmark), großherzoglicher Pächter des Guts Loitmark und dessen Ehefrau Eliese (geb. von Wasmer; * 16. August 1842 auf dem Gut Hemmelmark; † 17. Januar 1900 in Kiel); ihre Schwester war Erika Kosegarten (* 24. November 1881 in Loitmark; † unbekannt), verheiratet mit dem Pastor Carl Otto Ludwig Fischer (1868–1915).

### Werdegang
Elise Kosegarten war in der Malschule von Georg Burmester in Kiel ausgebildet worden und ging anschließend nach Dresden.
1902/1903 studierte sie gemeinsam mit Helene Gries-Danican Anatomie und Akt an der Académie Colarossi in Paris; mit Helene Gries-Danican verband sie eine lebenslange Freundschaft und wurde von dieser, die drei Jahre älter war, „Olsch“ genannt.
1908 stellte sie ihre Werke erstmals im Flensburger Museum aus und in der Kunsthalle zu Kiel wurde von ihr gefertigtes Spielzeug gezeigt.
Für kurze Zeit war sie in Berlin ansässig, darauf lebte sie in Hoirup im Amtsbezirk Hoirup II; dort diente ihr eine Kate, die ihrem Schwager gehörte, als Atelier. Nach dem Tod ihres Schwagers, der Pastor in Hoirup gewesen war, musste sie diese jedoch aufgeben und zog 1916 nach Flensburg in die Husumer Str. 44.
In Flensburg arbeitete sie, zur Sicherung ihres Unterhaltes, vornehmlich als Hausdame; später war sie dann von 1927 bis 1934 in einem Arzthaushalt in Itzehoe tätig. In Itzehoe lernte sie auch Lilly und deren Ehemann, den Pazifisten Heinz Kraschutzki, kennen.
Seit 1934 lebte sie wieder in bescheidenen Verhältnissen in Flensburg.
Während der Ausstellung der Schleswig-Holsteinischen Kunstgenossenschaft 1919 verkaufte sie in kürzester Zeit 15 Bilder.
Einige ihrer Ölbilder, Aquarelle, Pastelle, Lithografien und Radierungen befinden sich in Privatbesitz.

## Ausstellungen
- 1899: Ausstellung Schleswig-Holsteinischer Künstler im Salon Teichert in Königsberg.[6]
- 1902: Ausstellung der Schleswig-Holsteinischen Kunstgenossenschaft.
- 1905: Ausstellung der Schleswig-Holsteinischen Kunstgenossenschaft.
- 1907: Ausstellung der Schleswig-Holsteinischen Kunstgenossenschaft.
- 1909: Ausstellung der Schleswig-Holsteinischen Kunstgenossenschaft.
- 1911: Münchner Glaspalastausstellung (Teilnahme mit dem Bild Vorfrühling).
- 1913: Ausstellung der Schleswig-Holsteinischen Kunstgenossenschaft.
- 1919: Ausstellung der Schleswig-Holsteinischen Kunstgenossenschaft.
- 1920: Ausstellung der Schleswig-Holsteinischen Kunstgenossenschaft (Teilnahme mit 20 Arbeiten).
- 1924: Ausstellung in der Broderschen Buchhandlung in Itzehoe; gemeinsam mit Helene Gries-Danican[7].

## Mitgliedschaften
- Elise Kosegarten war Mitglied der Schleswig-Holsteinischen Kunstgenossenschaft.